# Gustavo Zerbino
Gustavo Zerbino Stajano (Montevideo, 16 de mayo de 1953) es un empresario, conferencista, exrugbista y dirigente deportivo uruguayo. Es principalmente conocido por ser uno de los dieciséis supervivientes del accidente aéreo de los Andes ocurrido el 13 de octubre de 1972.
Tiene 6 hijos, Gustavo (38), Sebastián (34), Lucas (32), Martín (29), Lourdes (27), Guadalupe (22) 

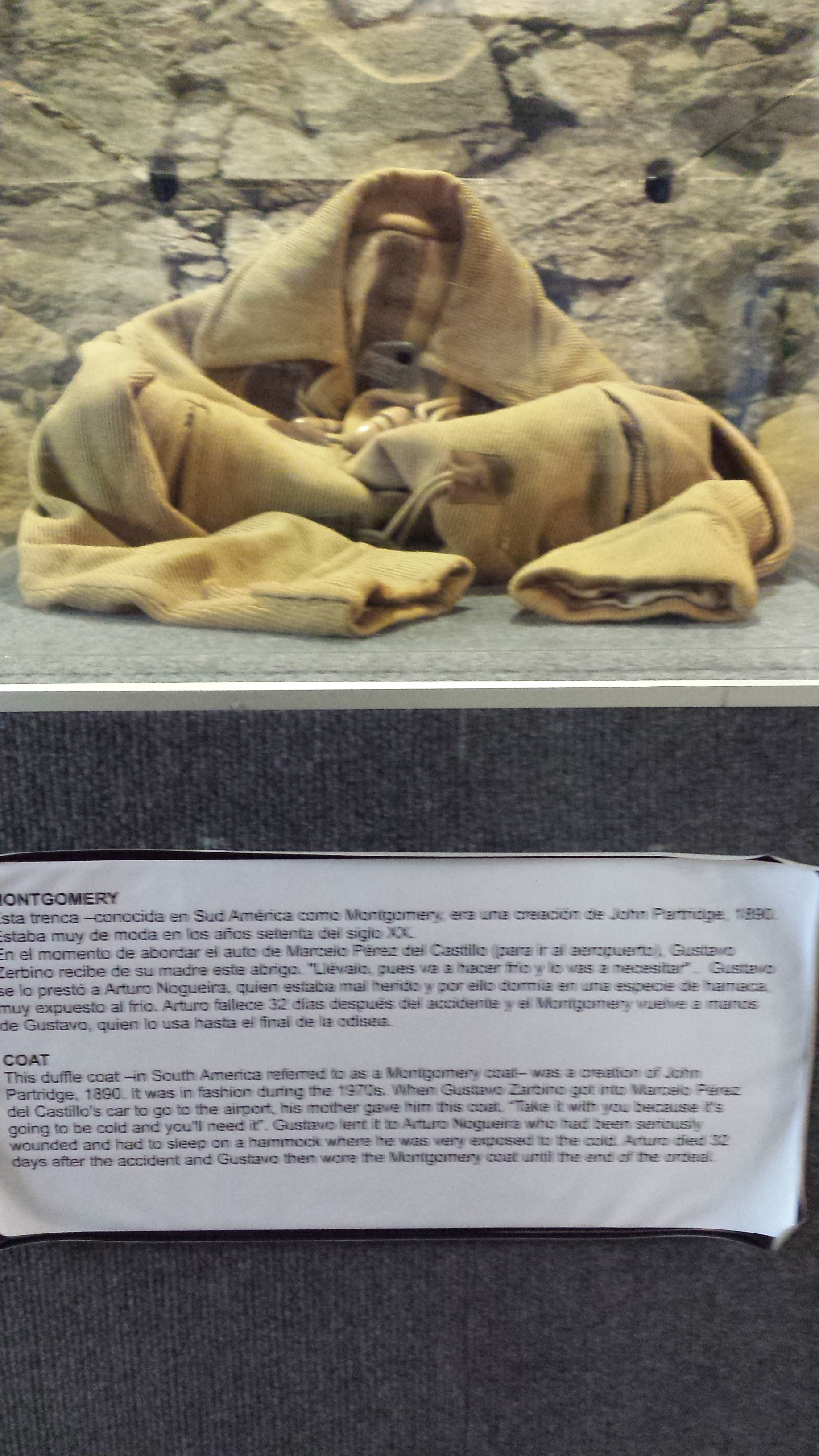
Montgomery que utilizó Zerbino en la cordillera. Exhibido en el Museo Andes 1972, en Montevideo.

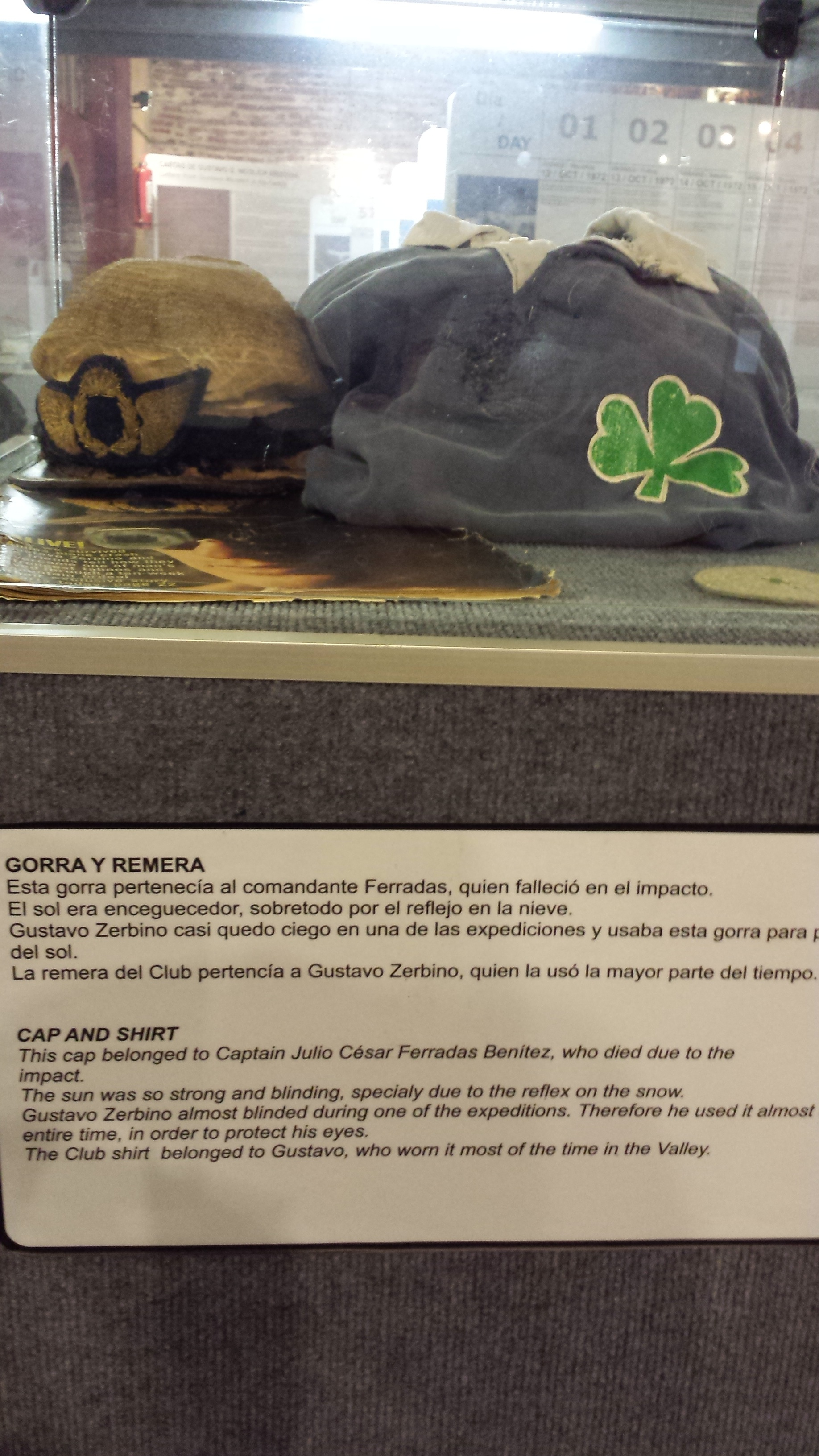
Gorra del comandante del avión accidentado y buzo con la insignia del club de rugby Old Christians, ambos utilizados por Zerbino en los Andes. Exhibido en el Museo Andes 1972, en Montevideo.

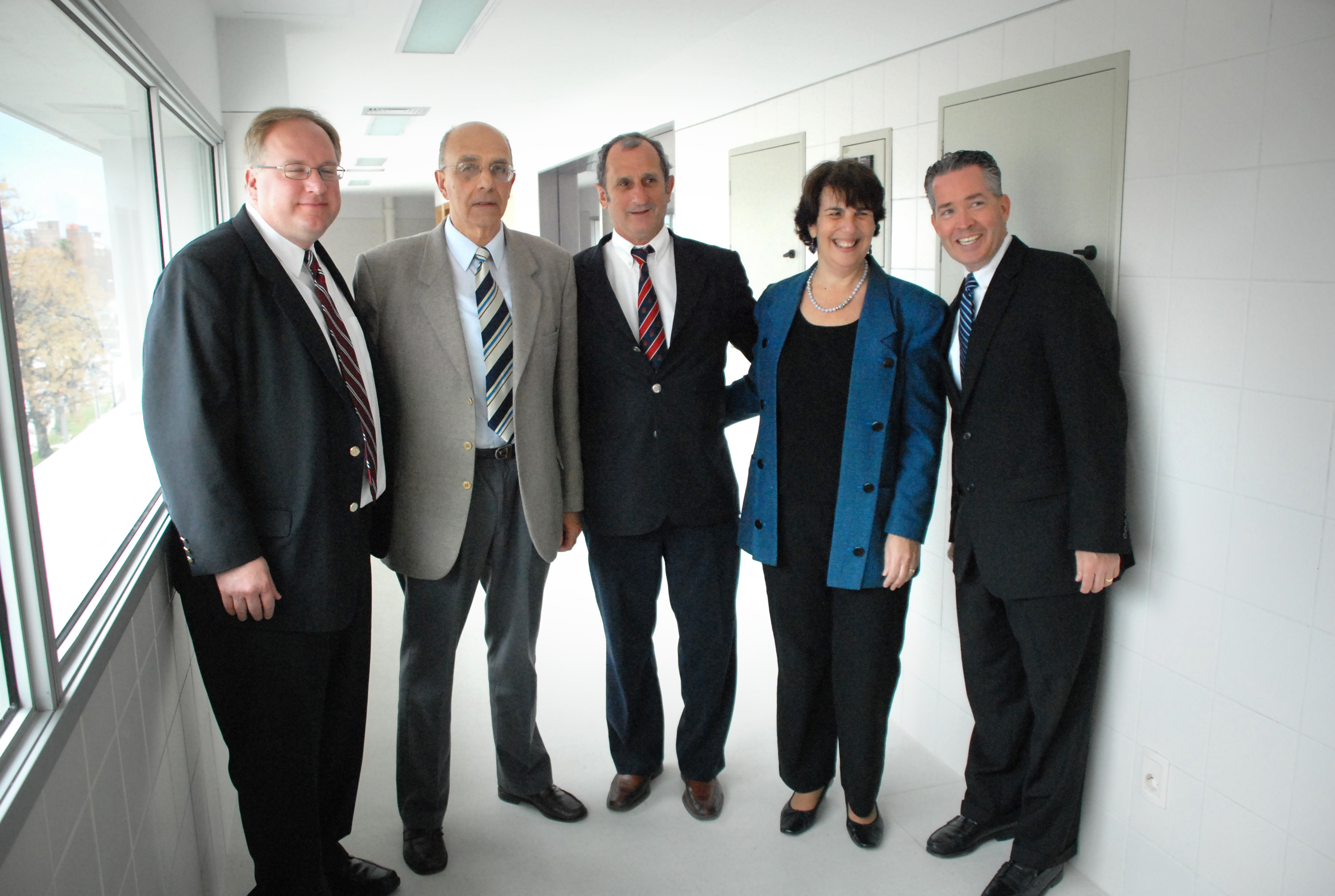
Gustavo Zerbino junto a integrantes de la delegación de la Coalición Nacional del Cáncer de los Estados Unidos (NCC) en su visita a Uruguay.

## Biografía

### Primeros años y educación
Nació el 16 de mayo de 1953 como uno de los nueve hijos del matrimonio conformado por el abogado Jorge Zerbino Cavajani y su esposa Susana Stajano Ferreiro. Criado en el barrio montevideano de Carrasco, cursó sus estudios primarios y secundarios en el Colegio Stella Maris de la congregación de los Hermanos Cristianos.
Comenzó a jugar al rugby desde muy pequeño, y formó parte del plantel del equipo de rugby de su colegio Old Christians Club. El 13 de octubre de 1972, era pasajero del Vuelo 571 de la Fuerza Aérea Uruguaya que transportaba al equipo a Chile para jugar un partido pero se estrelló en la Cordillera de los Andes. Por ese entonces, tenía diecinueve años y estaba cursando el primer año en la Facultad de Medicina de la Universidad de la República. Durante dicho suceso, junto a Roberto Canessa actuaron de "médicos". Tras 71 días en la cordillera, el 23 de diciembre de 1972, fue el último de los supervivientes en abordar el helicóptero de rescate, llevando consigo un bolso con objetos personales de sus amigos fallecidos.
Después del accidente retomó sus estudios de medicina, pero finalmente no se graduó. En cambio se licenció en administración de empresas por la Universidad de la República.

### Faceta deportiva
Tras regresar a Uruguay de la Cordillera, siguió siendo parte del plantel del Old Christians Club, y jugó en la posición de primer centro; posteriormente ocupó posiciones como wing, wing forward, octavo, medio scrum, apertura y fullback.
Fue integrante de la selección nacional, participando en las ediciones del torneo Sudamericano de Rugby de 1973 y 1977, en los que Uruguay obtuvo el segundo puesto.

## Trayectoria empresarial
Es cofundador y vicepresidente de «Rugby sin Fronteras» (RSF), fundación creada en 2009 con el objetivo de promover los valores de este deporte mediante campañas de concientización, eventos, conferencias y encuentros deportivos. En 2011 y 2012 esta organización realizó sendas visitas al lugar del accidente, en el campamento Piedra Grande ubicado en el valle de Las Lágrimas, provincia de Mendoza, a 3580 m s. n. m. para homenajear a las víctimas y supervivientes de la tragedia y llevar a cabo un partido de rugby que simbolizaba a aquel que quedó trunco en 1972.
Entre otras actividades, RSF organizó partidos de rugby en las islas Malvinas en cuatro oportunidades, entre 2009 y 2016; y un partido denominado «Puente Solidario» en inmediaciones del puente Libertador General San Martín, con el primer tiempo jugado en Argentina, el segundo en Uruguay y el tercer tiempo sobre el puente, en ocasión del conflicto por plantas de celulosa y a beneficio de los damnificados por el terremoto de Chile de 2010.
Desde 1980, es director de la empresa familair Cibeles S.A., que se dedica a la producción y distribución de productos agroquímicos, veterinarios, productos nutricionales para consumo humano y la importación y distribución de productos farmacéuticos. Además, durante diecisiete años, desde 1992, presidente de la CEFA (Cámara de Especialidades Farmacéuticas y Afines del Uruguay).
En diciembre de 2007 fue elegido presidente de la Unión de Rugby del Uruguay, y en 2009 reelecto en el cargo. En 2015 fue elegido para formar parte de la directiva de la organización.
Ha llevado sus conferencias y charlas motivacionales relacionadas con el liderazgo y la gestión de la adversidad a España, Estados Unidos y países de América Latina.

## Vida personal
Estuvo casado durante trece años con Paqui Paysée, con quien tuvo cuatro hijos varones: Gustavo, Sebastián, Lucas, y Martín, este último integrante de la banda de cumpia pop, Toco para Vos. En 2000 inició una relación con María González, con quien luego contraería matrimonio, adoptando a su hija de soltera, Luma. Asimismo, de la unión con González nació una hija, Lupita.

## En la cultura popular
En 1993, fue interpretado por el actor estadounidense David Kriegel en la película ¡Viven! de Frank Marshall.En la película de 2023, La sociedad de la nieve dirigida por Juan Antonio Bayona fue interpretado por Tomás Wolf.